# Bustillo de Chaves
Bustillo de Chaves – gmina w Hiszpanii, w prowincji Valladolid, w Kastylii i León, o powierzchni 21,92 km². W 2011 roku gmina liczyła 79 mieszkańców.